# Uppsala kragstensmästare

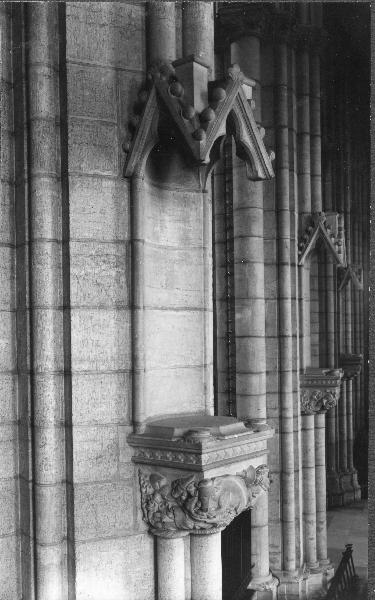
En av kragstenarna i Uppsala domkyrka.

Uppsala kragstensmästare är en anonymbeteckning för de bildhuggare som utförde dekorativa arbeten i anslutning till koromgångens stenpelare i Uppsala domkyrka.
Omkring 1350 utförde Uppsala kragstensmästare dekorativa kragstenar avsedda att bära upp de numera försvunna statyerna runt koromgångens stenpelare. Enligt nyare forskning skulle kragstenarnas antal varit fjorton, varav sex var placerade in mot koret och de övriga på pelarnas yttersidor. Av de medeltida kragstenarna återstår elva, tre har sannolikt förstörts vid branden 1702. En av de förstörda stenarna återställdes men  fick ett helt nytt motiv vid kyrkans restaurering 1891. Av de till arrangemanget tillhörande baldakinerna återstår åtta. Pelarna med den rika växtornamenteringen har säkerligen utförts efter franska förlagor från bilder av utländska stenhuggare medan kragstenarna på grund av stilistisk jämförelse med andra arbeten anses ha utförts av inhemska bildhuggare. De stora skillnaderna i det kvalitativa utförandet talar för att det är flera stenhuggare som har utfört kragstenarna som är utförda i en grov arkaisk stil. Figurernas kraftiga proportioner och ansiktenas träffande karakteristik med en burlesk humor har föranlett en jämförelse med den gotländska höggotikens mest kända verk Swertingska kapellet i Visby domkyrka.
Alla kragstenarna är dekorerade på tre sidor med dekorationer som tillsammans bildar en berättande historia. Man har försökt tyda dekorationernas ikonografiska innehåll och kommit fram till att dekoren skapats av en teologisk expert och då ligger det nära till hands att anta att ärkebiskopen (1342-1351) Hermmingus Nicolai är upphovsman till dekorens utformning. Jämförelser med medietid källor som St. Hildegard av Bingens Liber vitæ meritorum har utslagsgivande styrkt förmodandet att kragstenarnas bilder skulle betraktas som symboler för laster och dygder. Detta har i sin tid gett antagandet att de medeltida statyer som kragstenarna varit avsedda att bära upp har framställt de fåvitska jungfrurna. Bilderna på kragstenarna framställer bland annat Milites pugnantes, de kämpande knektarna, Jungfru Marie död, Fågel Fenix och Pelikanen, Vinträdet, Staffan stalledräng och Stefans stenande. Det finns även en framställning av judesuggan som forskarna vill sätta i förbindelse med judiska förföljelserna på Gotland runt 1350.